# بژوستوونگا
بژوستوونگا (به لهستانی:  Brzóstownia) یک روستا در لهستان است که در گمینا کشانژ ویلکوپولسکی واقع شده‌است. بژوستوونگا ۲۳۷ نفر جمعیت دارد و ۹۰ متر بالاتر از سطح دریا واقع شده‌است.